# Эустома
Эусто́ма (лат. Eustoma) — род растений семейства Горечавковых.
Название происходит от греческих корней эу (хороший) и стома (рот). Культивируемые цветы, относящиеся к этому роду, часто имеют название лизиантус (лат. Lisianthus — горький цветок), это также устаревшее ботаническое наименование рода. Традиционные названия эустомы в Америке — Texas bluebell (техасский колокольчик), prairie gentian (горечавка прерий), tulip gentian (тюльпановая горечавка) и даже gentian (горечавка). Последнее название, правда, конкурирует с названием одноимённого рода, давшего название всему семейству.
Ареал растений включает юг США, Мексику, Панамский перешеек, север Южной Америки, а также некоторые острова Карибского моря.
Эустомы достигают в высоту 60 см, цветки синие, разных оттенков. Искусственно выведены сорта красного, белого, жёлтого цветов и их оттенков.
Наиболее распространена эустома крупноцветковая, выращиваемая также как декоративное или комнатное растение. Иногда эустому крупноцветковую и эустому Рассела объединяют в один вид.

## Виды
По информации базы данных The Plant List, род включает 3 вида:
- Eustoma exaltatum (L.) Salisb. — Эустома малая
- Eustoma grandiflorum (Raf.) Shinners — Эустома крупноцветковая
- Eustoma barkleyi Standl. ex Shinners